# Емельяново (Старицкий район)
Емельяново — село в Старицком районе Тверской области. Центр Емельяновского сельского поселения.
Находится в 30 километрах к северо-востоку от города Старица, в 3 км от шоссе «Тверь—Ржев», поворот в д. Шебаршино (от Твери 40 км).
По северной окраине села — река Тьмака. Юго-западная часть села (улица Сотчино) — бывшая деревня Сотчино.

## История
По данным 1859 года владельческое село Емельяново имело 619 жителей при 87 дворах, в соседней деревне Сотчино 478 жителей в 73 дворах. Во второй половине XIX — начале XX века село Емельяново центр волости Старицкого уезда Тверской губернии. Прихожан Никольской церкви в 1914 году в селе Емельянове и в деревнях Сотчине, Болотькове, Шибаршине, Софронове, Зашейкове, Молотине, Болдыреве — 3446 человек.
По переписи 1920 года в Емельянове 619 жителей, в Сотчино — 604.
В 1929 году в составе Тверского округа Московской области образован Емельяновский район с центром в селе Емельяново, в 1935 году он вошел в состав Калининской области (упразднен 4 июля 1956 года).
Во время Великой Отечественной войны райцентр Емельяново был оккупирован гитлеровскими войсками 12 октября 1941 года, освобожден войсками Калининского фронта (247-я сд и 54-я кд) 23 декабря 1941 года.
По переписи 1989 года в Емельянове 936 жителей. В это время в селе школа и интернат, библиотека, ДК, больница, ветеринарная лечебница, медсклад, аптека, амбулатория, дом быта, детский комбинат, молокозавод, лесничество, швейный цех производственного швейного объединения. Центральная усадьба совхоза «Красноармеец».
В 1996 году — 462 хозяйства, 1034 жителей.

## Население
| 1859 | 1886 | 1939 | 1989 | 2002 | 2008 | 2010 |
| ---- | ---- | ---- | ---- | ---- | ---- | ---- |
| 619  | ↗645 | ↗745 | ↗929 | ↘825 | ↗847 | ↘790 |

## Достопримечательности
- Никольская церковь. Построена в 1821 г., кирпичная, оштукатуренная, в стиле классицизма. Отдельные архитектурные детали выполнены из белого камня. Закрыта в 1937 г., вновь открыта в 1998 г.  памятник архитектуры
- Братская могила советских воинов, погибших в 1941-43 годах.

## Инфраструктура
- ТОО «Красноармеец»
- МОУ Емельяновская средняя общеобразовательная школа им. М. В. Захарова
- МДОУ Емельяновский детский сад
- Емельяновский Дом народного творчества